# Фридрих Ернст фон Бранденбург-Кулмбах
Фридрих Ернст фон Бранденбург-Кулмбах (на немски: Friedrich Ernst von Brandenburg-Bayreuth; * 15 декември 1703 в замъка Шьонберг при Лауф, Таунус; † 23 юни 1762 в двореца Фридрихсру, Драге) от рода Хоенцолерн е от фамилията на маркграфовете на Бранденбург-Кулмбах и щатхалтер на Шлезвиг-Холщайн.
Той е малкият син на маркграф Кристиан Хайнрих фон Бранденбург-Кулмбах (1661 – 1708) и съпругата му графиня София Кристиана фон Волфщайн (1667 – 1737), дъщеря на граф Албрехт Фридрих фон Волфщайн и графиня София Луиза цу Кастел-Ремлинген. 
Най-големият му брат е Георг Фридрих Карл (1688 – 1735), маркграф на Бранденбург-Байройт, а най-малкият му брат Фридрих Кристиан (1708 – 1769), маркграф на Бранденбург-Байройт. Сестра му София Магдалена (1700 – 1770) е омъжена 1721 г. за датския крал Кристиан VI и е майка на крал Фредерик V.
Зет му Кристиан VI го поставя за щатхалтер на Шлезвиг-Холщайн.

## Фамилия
Фридрих Ернст се жени на 26 декември 1731 г. в Брауншвайг за принцеса Христина София фон Брауншвайг-Беверн (* 22 януари 1717; † 26 март 1779), дъщеря на херцог Ернст Фердинанд фон Брауншвайг-Волфенбютел-Беверн и Елеонора Шарлота от Курландия. Те нямат деца.
Той умира на 23 юни 1762 г. на 58 години и оставя финансови задължения. Двамата със съпругата му са погребани в църквата „Св. Михаелис“ в Хоенаспе в Шлезвиг-Холщайн.